# Muscisaxicola griseus
La dormilona de Taczanowski (Muscisaxicola griseus) es una especie de ave paseriforme de la familia Tyrannidae perteneciente al numeroso género Muscisaxicola. Es nativa de regiones andinas del oeste de América del Sur.

## Distribución y hábitat
Se distribuye desde el noroeste de Perú (hacia el sur desde Cajamarca) hasta el noroeste y centro de Bolivia (La Paz, Cochabamba).
Esta especie es considerada poco común en su hábitat natural, los pastizales puneños, áreas semiáridas, abiertas, de pastos cortos, pedregosas, en los Andes, entre 3300 y 4700 m de altitud.

## Descripción
Mide 19 cm de longitud. Es mediana y apagada (aún para los estándares de las dormilonas), de color relativamente marrón grisáceo oscuro por encima, sin parche en la corona. Exhibe una lista superciliar blanca y angosta que continúa pasado el ojo. La dormilona cinérea (Muscisaxicola cinereus), muy similar y emigrante austral, es ligeramente más pequeña y más gris (menos marrón) por encima, con superciliar más corta. La dormilona de la puna (Muscisaxicola juninensis) es más clara y marrón con la parte anterior de la corona rufa.

## Comportamiento
Generalmente busca alimento solitaria o en pareja, a veces en pequeños grupos. Se alimenta de insectos.

## Sistemática

### Descripción original
La especie M. griseus fue descrita por primera vez por el ornitólogo polaco Władysław Taczanowski en 1884 bajo el nombre científico «Muscisaxicola grisea». La localidad tipo es «Maraynioc, Perú».

### Etimología
El nombre genérico masculino «Muscisaxicola» es una combinación de los géneros Muscicapa y Saxicola, ambos del Viejo Mundo; y el nombre de la especie «griseus», proviene del latín «griseum, griseus o grisius» que significa ‘de color gris’.

### Taxonomía
Es monotípica. En el pasado fue considerada conespecífica con Muscisaxicola alpinus, pero los estudios genéticos soportan la separación de las especies.